# Trine Strand
Trine Beathe Strand (ur. 18 grudnia 1972) – norweska zapaśniczka walcząca w stylu wolnym. Srebrna medalistka mistrzostw świata w 1993; brązowa w 1989; czwarta w 1990 roku.
Mistrzyni Norwegii w 1989, 1993 i 2002 roku.